# ShyBoy

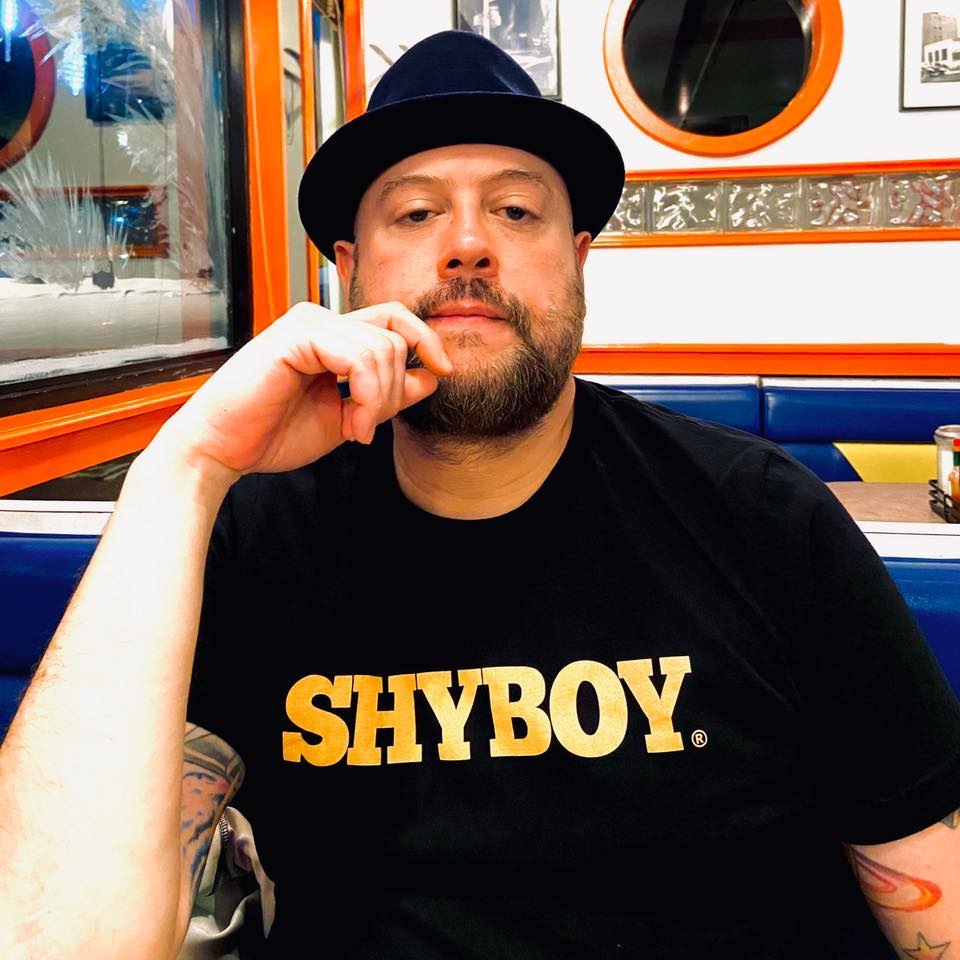
ShyBoy em um restaurante

Jason Arnold, mais conhecido pelo nome artístico ShyBoy, é um cantor, compositor, produtor e DJ de mashups norte-americano.
ShyBoy é o co-criador e o intérprete de duas músicas ("The Time Has Come" e "Shall Never Surrender") do videojogo multi-platina da Capcom e da banda sonora da Sony Music, Devil May Cry 4. Sua música foi usada em numerosas séries televisivas de sucesso (Dollhouse, The Starter Wife, Roswell, Dirt, Las Vegas, Six Feet Under, Sex and the City), filmes (Valentine, The Young Unknowns e Cold Creek Manor), videogames (FlatOut: Ultimate Carnage, Tap Tap Revenge 3), entre outros. Ele é um dos compositores que escreveu e produziu músicas para todas as temporadas do programa de êxito da CW, America's Next Top Model.
Membro fundador e vocalista principal da banda Hypnogaja, ShyBoy co-escreveu e co-produziu várias gravações com o grupo, incluindo o disco vinil conceptual Truth Decay. O álbum foi classificado com 9/10 estrelas por George Pacheco da revista Outburn, que o descreveu como "um álbum feito com perícia". Outras obras de Hypnogaja que valem a  mencionar incluem o álbum Below Sunset, que contém uma música inspirada na obra literária Alice no País das Maravilhas, Looking Glass (também incluída na versão audio book da Scholastic de The Looking Glass Wars, o romance de fantasia de maior sucesso de Frank Beddor), e Acoustic Sunset: Live At The Longhouse, uma gravação acústica produzida pela cantora e escritora de música Wendy Waldman, que foi nomeada a um Grammy. Shyboy e a sua banda fizeram uma imersão pelos Estados Unidos e pelo Canadá (incluindo uma atuação no prestigioso festival de música SXSW em Austin, Texas), e a banda já apareceu em inúmeros programas da internet, como a série web Stripped Down Live com Curt Smith (dos Tears for Fears).
Como DJ e remixer, Shyboy já produziu vários álbuns conceptuais e gira o seu set regularmente nas várias localizações do clube Bootie nos Estados Unidos e também na Alemanha. Alguns dos seus remixes e mashups envolveram músicas de Beyoncé, Pet Shop Boys, Lady Gaga, Whitney Houston, Madonna, Donna Summer e Rihanna, entre muitos outros.
Vencedor do prêmio de "Melhor Vocal Masculino" nos Hollywood Music In Media Awards de 2010 (pelo remake dos Hypnogaja de On the Radio, a música de sucesso mundial de Donna Summer), Shyboy está atualmente trabalhando no lançamento do seu primeiro álbum solo, com lançamento previsto para 2011.